# Elinard van Bures
Elinard van Bures ook wel Elinard van Tiberias (? - 1148) was vorst van Galilea tussen 1142 en 1148.
Hij was een zoon van Godfried van Bures, die afkomstig was uit Bures-sur-Yvette, Frankrijk. Deze was samen met zijn broer Willem I van Bures naar het Heilige Land getrokken en vervolgens volgelingen geworden van Jocelin van Courtenay, bij een van de plunderingen op moslim-grondgebied werd Elinards vader Godfried gedood.
Als Elinards oom Willem I van Bures kinderloos overlijdt in 1142, wordt Elinard benoemd tot zijn opvolger. Elinard huwde met een dochter van Barisan van Ibelin, Ermengard, het huwelijk bleef echter kinderloos en als Elinard overlijdt in 1148 volgt zijn jongere broer Willem II van Bures hem op.